# Vigna
El género Vigna son plantas de la familia Fabaceae. El género es así llamado por el botánico italiano Domenico Vigna que lo descubrió en el siglo XVII. Incluye especies muy conocidas de legumbres utilizadas en la alimentación humana.

## Lista de  especies
- Vigna aconitifolia (Jacq.) Maréchal
- Vigna adenantha (E.Mey.) Maréchal, Mascherpa & Stainier
- Vigna appendiculata (Benth.) A.Delgado
- Vigna angularis (Willd.) Ohwi & Ohashi
- Vigna antillana (Urban) Fawc. & Rendle
- Vigna caracalla (L.) Verdc. - caracol real[2]
- Vigna fusca (Wall.) A.S.Chauhan
- Vigna hosei (Craib) Backer
- Vigna juruana (Harms) Verdc.
- Vigna longifolia (Benth.) Verdc.
- Vigna lozanii (Rose) Lackey ex McVaugh
- Vigna luteola (Jacq.) Benth.
- Vigna marina (Burm.f.) Merr.
- Vigna minima (Roxb.) Ohwi & H. Ohashi
- Vigna mungo (L.) Hepper
- Vigna owahuensis Vogel
- Vigna peduncularis (Kunth) Fawc. & Rendle
- Vigna radiata (L.) Wilczek
- Vigna speciosa (Kunth) Verdc.
- Vigna subterranea (L.) Verdc.
- Vigna trilobata (L.) Verdc. - simbí de la India[2]
- Vigna umbellata  (Thunb.) Ohwi & H.Ohashi
- Vigna unguiculata  (L.) Bertoni ex Walp.
  - Vigna unguiculata subsp. baoulensis (A.Chev.) Pasquet
  - Vigna unguiculata subsp. burundiensis Pasquet
  - Vigna unguiculata subsp. cylindrica (L.) Verdc.
  - Vigna unguiculata subsp. dekindtiana (Harms) Verdc.
  - Vigna unguiculata subsp. letouzeyi Pasquet
  - Vigna unguiculata subsp. mensensis (Schweinf.) Verdc.
  - Vigna unguiculata subsp. pubescens (Wilczek) Pasquet
  - Vigna unguiculata subsp. sesquipedalis (L.) Verdc.
  - Vigna unguiculata subsp. stenophylla (Harv.) Maréchal et al.
  - Vigna unguiculata subsp. tenuis (E.Mey.) Maréchal et al.
  - Vigna unguiculata subsp. unguiculata
- Vigna vexillata (L.) A.Rich. - bejuco marrullero de Cuba, butingi de Filipinas, frijol cimarrón de Cuba, frijol marrullero de Cuba.[2]
- Vigna villosa Hook. & Arn.
- Vigna wilmsii Burtt Davy